# Japanese Journal of Mathematics
Japanese Journal of Mathematics is een internationaal, aan collegiale toetsing onderworpen wetenschappelijk tijdschrift op het gebied van de wiskunde.
De naam wordt in literatuurverwijzingen meestal afgekort tot Jpn. J. Math.
Het tijdschrift is opgericht in 2006.
Het wordt uitgegeven door Springer Science+Business Media en verschijnt 2 keer per jaar.
Het publiceert voornamelijk (lange) overzichtsartikelen.